# Área metropolitana del Sur de la Florida
El área metropolitana del Sur de la Florida, también conocida como el área metropolitana de Miami, y oficialmente como área metropolitana de Miami-Fort Lauderdale-West Palm Beach (en inglés: Miami–Fort Lauderdale–West Palm Beach, FL Metropolitan Statistical Area) por la Oficina de Administración y Presupuesto, es el área metropolitana más poblada del Sureste de los Estados Unidos y la octava más poblada en los Estados Unidos, comprendiendo tres condados de Florida del Sur, Florida. El área metropolitana cubre los condados de Miami-Dade, Broward y Palm Beach. Los tres condados son los más poblados de Florida. El término Sur de la Florida es sinónimo de la Costa Dorada. Las ciudades principales son Miami, Fort Lauderdale, Hollywood, Pompano Beach, Boca Ratón y West Palm Beach.

## Demografía
Según el censo de 2010, había 5 564 635 personas residiendo en el área metropolitana. La densidad de población era de 350,07 hab./km². De los 5 564 635 habitantes del municipio, 3 914 239 eran blancos, 1 169 185 eran afroamericanos, 16 108 eran amerindios, 125 564 eran asiáticos, 2 356 eran isleños del Pacífico, 197 183 eran de otras razas, y 140 000 pertenecían a dos o más razas.

## Población hispana por país o región
| Posición | País/Región de Origen | Población | % del Área Metropolitana |
| -------- | --------------------- | --------- | ------------------------ |
| 1        | Cuba                  | 1.726.287 | 29,45%                   |
| 2        | Colombia              | 690.523   | 11,13%                   |
| 3        | Puerto Rico           | 362.077   | 5,84%                    |
| 4        | Nicaragua             | 341.645   | 5,51%                    |
| 5        | Venezuela             | 305.564   | 4,92%                    |
| 6        | República Dominicana  | 218.354   | 3,52%                    |
| 7        | México                | 188.452   | 3,04%                    |
| 8        | Argentina             | 125.296   | 2,02%                    |
| 9        | Otros países          | 312.085   | 5,03%                    |
| 10       | Total                 | 4.270.283 | 68,89%                   |

## Divisiones
| Divisiones metropolitanas                      | Censo de 2013 | Censo de 2005 |
| ---------------------------------------------- | ------------- | ------------- |
| Miami--Miami Beach—Kendall                     | 3.122.495     | 2.610.000     |
| Fort Lauderdale--Pompano Beach—Deerfield Beach | 1.780.495     | 1.100.950     |
| West Palm Beach--Boca Raton—Boynton Beach      | 1.450.594     | 1.335.594     |
| Miami MSA                                      | 6.353.584     | 5.046.544     |

### Principales ciudades
- Miami
- Hialeah
- Fort Lauderdale
- Pembroke Pines
- Miami Beach
- West Palm Beach
- Pompano Beach
- Kendall
- Boca Raton
- Deerfield Beach
- Boynton Beach
- Delray Beach

### Localidades de 10.000 a 100.000 habitantes
| - Aventura - Belle Glade - Boca Del Mar - Boca Raton - Boynton Beach - Brownsville - Coconut Creek - Cooper City - Coral Gables - Coral Terrace - Country Club - Country Walk - Cutler Bay - Dania Beach - Davie - Deerfield Beach - Delray Beach - Doral - Fountainbleau - Glenvar Heights - Greenacres | - Hallandale Beach - Hamptons at Boca Raton - Hialeah Gardens - Homestead - Ives Estates - Jupiter - Kendale Lakes - Kendall West - Kendall - Key Biscayne - Kings Point - Lake Worth Corridor - Lake Worth - Lauderdale Lakes - Lauderhill - Leisure City - Lighthouse Point - Margate - Miami Beach - Miami Gardens - Miami Lakes - Miami Shores | - Miami Springs - Miramar - North Lauderdale - North Miami Beach - North Miami - North Palm Beach - Oakland Park - Ojus - Olympia Heights - Opa-Locka - Palm Beach Gardens - Palm Beach - Palm Springs - Palmetto Bay - Palmetto Estates - Pinecrest - Pinewood - Plantation - Pompano Beach - Princeton - Richmond West | - Riviera Beach - Royal Palm Beach - Sandalfoot Cove - Scott Lake - South Miami Heights - South Miami - Sunny Isles Beach - Sunrise - Sunset - Sweetwater - Tamarac - Tamiami - The Crossings - The Hammocks - Wellington - West Little River - West Palm Beach - West Park - Westchester - Weston - Westwood Lakes - Wilton Manors |

### Localidades de menos de 10.000 habitantes
| - Atlantis - Bal Harbour - Bay Harbor Islands - Belle Glade Camp - Biscayne Park - Boca Pointe - Boulevard Gardens - Briny Breezes - Broadview Park - Canal Point - Century Village - Cypress Lake - Dunes Road - El Portal - Fisher Island - Florida City - Franklin Park - Fremd Village-Padgett Island - Gladeview - Glen Ridge - Godfrey Road - Golden Beach | - Golden Lakes - Golf - Goulds - Gulf Stream - Gun Club Estates - Haverhill - High Point - Highland Beach - Hillsboro Beach - Hillsboro Pines - Hillsboro Ranches - Homestead Base - Hypoluxo - Indian Creek - Islandia - Juno Beach - Juno Ridge - Jupiter Inlet Colony - Lake Belvedere Estates - Lake Clarke Shores - Lake Harbor | - Lake Park - Lakes by the Bay - Lakeside Green - Lantana - Lauderdale-by-the-Sea - Lazy Lake - Limestone Creek - Manalapan - Mangonia Park - Medley - Mission Bay - Naranja - North Bay Village - Ocean Ridge - Pahokee - Palm Beach Shores - Palm Springs North - Pembroke Park - Plantation Mobile Home Park - Pompano Estates - Richmond Heights - Roosevelt Gardens | - Royal Palm Estates - Schall Circle - Sea Ranch Lakes - Seminole Manor - South Bay - South Palm Beach - Southwest Ranches - Stacey Street - Sunshine Acres - Surfside - Tequesta - Three Lakes - University Park - Villages of Oriole - Virginia Gardens - Washington Park - West Miami - West Perrine - Westview - Whisper Walk |